# Organizacja Armii Austro-Węgier w 1914
Organizacja cesarskiej i królewskiej Armii w 1914 roku
Cesarska i królewska Armia była jednym z czterech rodzajów sił zbrojnych Monarchii Austro-Węgierskiej, obok wspólnej cesarskiej i królewskiej Marynarki Wojennej oraz cesarskiej i królewskiej Obrony Krajowej i królewsko-węgierskiej Obrony Krajowej. Wskutek intensywnych ćwiczeń i dozbrojenia formacje obrony krajowej były równorzędne aktywnym oddziałom Armii. W czasie mobilizacji sformowane został oddziały rezerwowe i jednostki pospolitego ruszenia (Landsturmu), złożone głównie z żołnierzy starszych roczników.
Podstawową jednostką terytorialną podległą Ministerstwu Wojny były Okręgi Komendy Korpusu – było ich 16.
Najniższy szczebel terytorialnej organizacji wojska stanowiło 114 wojskowych okręgów uzupełnień. Spośród nich 102 były podporządkowane pułkom piechoty armii wspólnej, 4 należały do jednostek bośniacko-hercegowińskich, 4 należały do pułków tyrolskich strzelców cesarskich, 4 należały do marynarki wojennej (Triest, Fiume, Szybenik, Kotor).
Obrona krajowa miała własne okręgi pułkowych uzupełnień, które nie pokrywały się z okręgami armii wspólnej: 37 okręgów należało do k.k. Landwehry (Austria), natomiast 32 do Honvedów (Węgry).

## Szkoły wojskowe
W czasie pokoju armia dysponowała 24 tysiącami oficerów, będących absolwentami trzech Wyższych Szkół Wojskowych:
- Terezjańska Akademia Wojskowa (Theresianische Militarakademie) w Wiener Neustadt
- Techniczna Akademia Wojskowa (Technische Militarakademie) w Mödling
- Akademia Wojskowa Cesarzowej Ludwiki (Ludoviceum, Magyar Királyi Honvéd Ludovika Akadémia) w Budapeszcie

Aby dostać się do Akademii, należało albo posiadać maturę, albo ukończyć Szkołę Kadetów Piechoty (takich szkół było 15), Szkołę Kadetów Kawalerii, Szkołę Kadetów Artylerii, albo Szkołę Kadetów Wojsk Technicznych.

## Wywiad
Centralę służby wywiadowczej stanowiło Biuro Ewidencyjne (Evidenzbureau) Sztabu Generalnego w Wiedniu. Sam wywiad podlegał wydzielonej Grupie Wywiadu (Kundschafts-gruppe) w Biurze Ewidencyjnym.
Przy każdym dowództwie korpusu istniał Główny Ośrodek Wywiadowczy (Hauptkundschaftsstelle – w skrócie HK-Stelle). Zwierzchnikiem z urzędu był szef sztabu korpusu. Na czele każdego ośrodka stał szef, którym był zazwyczaj oficer Sztabu Generalnego. W skład ośrodka wchodziło dwóch lub więcej oficerów, oprócz tego do współpracy przydzielano im funkcjonariuszy policji, żandarmerii, Straży Skarbowej, prokuratury oraz sędziego śledczego.
Na szczeblu powiatowym w miarę potrzeby, szczególnie w rejonach przygranicznych, tworzone były ośrodki wywiadowcze niższego rzędu (K-Stelle).
Po wybuchu wojny utworzony został przy Naczelnym Dowództwie Armii (AOK) Oddział Informacyjny (Nachrichtenabteilung), któremu podlegały oddziały informacyjne przy dowództwach poszczególnych armii (Armeekommando) i grup operacyjnych (Armeegruppekommando). Przy niższych związkach taktycznych istniały oddziały zwiadowcze (Nachrichtendetachement).

## Sztab Generalny
Głównodowodzącym sił zbrojnych monarchii austro-węgierskiej był sam cesarz Franciszek Józef I.
Organem pomocniczym cesarza była Kancelaria Wojskowa (Militarkanzlei) utrzymująca łączność z Ministerstwem Wojny Monarchii (k.u.k. Reichskriegsministerium) oraz oddzielnymi dla Austrii i Węgier ministerstwami obrony krajowej (Ministerium fur Landesverteidigung).
Ministerstwo Wojny od 1896 posiadało Biuro Prezydialne podzielone na 15 oddziałów. Ponadto istniał Sztab Generalny (Generalstab) z szefem sztabu na czele, inspektoraty poszczególnych rodzajów broni i szereg innych związanych z działalnością wojska inspektoratów i komitetów. Korpus oficerski wychowany był w duchu wierności przede wszystkim cesarzowi i dynastii.
Sztab posiadał kilka wydziałów, z których trzy były najważniejsze: wydział operacyjny, personalny i wywiadowczy (Kundschaftsdienst). Na czele tego ostatniego stał płk Hranilović. Po wybuchu wojny duże znaczenie uzyskały również dowództwo etapów (Etappenoberkommando, przemianowane później na oddział kwatermistrzowski) oraz oddział transportów. Sztab generalny posiadał więc władzę decydującą, a do Ministerstwa Wojny należały tylko sprawy finansowe i organizacyjne wojska.
Wódz naczelny (Fryderyk Habsburg) i szef sztabu generalnego gen. piechoty Franz Conrad von Hötzendorf tworzyli Naczelną Komendę Armii (Armeeoberokommando, AOK) odpowiedzialną za przebieg operacji militarnych. W skład AOK poza nimi wchodzili: zastępca szefa Sztabu Generalnego (Stellvertreter) gen. mjr Franz Höfer von Feldsturm, szef oddziału operacyjnego (Chef der Operationabteilung) płk Joseph Metzger i najwyższy komendant etapów (Etappenoberkommandant) gen. mjr Franz Kanik.

## Korpusy armijne (stan na 28 lipca 1914)
Na czele korpusu stał komendant w stopniu generała dywizji lub broni. Podlegał mu sztab korpusu nazywany oddziałem sztabu generalnego (z szefem sztabu), oraz komenda korpusu, zajmująca się sprawami administracyjno-zaopatrzeniowymi. W skład komendy korpusu wchodziło Biuro Prezydialne, oraz oddziały: wojskowy, sprawiedliwości, ekonomiczny, zaopatrzenia, sanitarny, inżynierii wojskowej.
Ogółem zmobilizowano 50 dywizji piechoty, 19 brygad piechoty (poza składem dywizji), 5 brygad górskich (pozadywizyjnych), 14 brygad marszowych, 5 brygad pospolitego ruszenia i 11 dywizji kawalerii. We wrześniu 1914 powołano dalszych 26 brygad pospolitego ruszenia.
W skład zmobilizowanego korpusu wchodziły dwie liniowe dywizje piechoty i jedna dywizja Honwedów lub k.k. Landwehry. Artylerię korpusu stanowił dwubateryjny dywizjon 150 mm haubic z 8 działami.
W skład korpusu wchodził ponadto batalion saperów, ewentualnie również pionierów, oddziały łączności, kolumna drutów kolczastych, oddział sanitarny, tabory i oddziały zaopatrzenia.
Dywizja piechoty składała się z dwóch brygad piechoty po dwa pułki każda, artylerii dywizyjnej, złożonej z 1 pułku armat 76,5 mm po 5 baterii, i 1 dywizjonu haubic 104 mm po 2 baterie, jednego dywizjonu rozpoznawczego (2–3 szwadrony kawalerii), oddziału łączności, oddziału sanitarnego, parku amunicyjnego, kolumny zaopatrzeniowej, piekarni i taborów.
W skład pułku piechoty liniowej wchodziły 3–4 bataliony piechoty (w pułkach Honwedów i Landwehry po 3 bataliony) i oddziały karabinów maszynowych, złożone z dwóch kaemów, w zasadzie po jednym oddziale na każdy batalion.
W sumie, w zależności od liczby batalionów, zmobilizowana dywizja liczyła 12–16 tysięcy bagnetów, 8–10 oddziałów kaemów 300–420 jeźdźców i 42 działa.
Wojska liniowe, Honved i k.k. Landwehr zmobilizowały 694 1/2 batalionu, pospolite ruszenie (Landsturm) dalsze 233 bataliony, a więc łącznie 927 1/2 batalionu w ramach 253 pułków.
Ilości zmobilizowanych poborowych wystarczyłyby na utworzenie ponad 70 dywizji, gdyby nie braki w artylerii. One to stanęły na przeszkodzie organizacyjnemu rozrostowi armii austro-węgierskiej.
Oprócz wymienionych wyżej formacji w ciągu sierpnia 1914 wystawiono dalszych 227 batalionów pospolitego ruszenia i wojsk etapowych, 83 tysiące ludzi straży kolejowej, 267 oddziałów roboczych, 14 oddziałów roboczych pospolitego ruszenia.
- I Korpus (Kraków)
  - dowódca – gen. kawalerii Karl von Kirchbach
  - szef sztabu – płk Ferdynand Demus
- II Korpus (Wiedeń)
  - dowódca – gen. piechoty Blasius Schemua
  - szef sztabu – gen-mjr Leo Greiner
- III Korpus (Graz)
  - komendant – gen. piechoty Emil Colerus von Geldern
  - szef sztabu – płk Richard Mueller
- IV Korpus (Budapeszt)
  - komendant – gen. kawalerii Károly Tersztyánszky de Nádas
  - szef sztabu – brak, sztab utworzono 2 sierpnia 1914
- V Korpus (Bratysława; Pozsony, niem. Pressburg)
  - komendant – gen. broni Paul Puhallo de Brlog
  - szef sztabu – płk Herman Sallagar
- VI Korpus (Koszyce; niem. Kaschau)
  - komendant – gen. piechoty Svetozar Boroević von Bojna
  - szef sztabu – płk Jozsef Huber
- VII Korpus (Timișoara, Temesvar)
  - komendant – gen. piechoty Otto Meixner von Zweienstamm
  - szef sztabu – brak, sztab utworzono 2 sierpnia 1914
- VIII Korpus (Praga)
  - komendant – gen. kawalerii Artur Giesl von Gieslingen
  - szef sztabu – płk Ludwig Sundermann
- IX Korpus (Litoměřice; niem. Leitmeritz)
  - komendant – gen. piechoty Lothar von Hortstein
  - szef sztabu – płk August Martinek
- X Korpus (Przemyśl)
  - komendant – gen. piechoty Hugo Meixner von Zweienstamm
  - szef sztabu – płk Gottlieb Kralowetz
- XI Korpus (Lwów; niem. Lemberg)
  - komendant – gen. kawalerii Dezsö Kolozsváry de Kolozsvár
  - szef sztabu – płk Franz Riml
- XII Korpus (Sybin; niem. Hermannstadt)
  - komendant – gen. piechoty Hermann Kövess de Kövesháza
  - szef sztabu – płk Egon Zeidler-Daublewsky
- XIII Korpus (Zagrzeb)
  - komendant – gen. dywizji piechoty Adolf von Rhemen zu Barensfeld
  - szef sztabu – płk Alfred Zeidler
- XIV Korpus (Innsbruck)
  - komendant – gen. piechoty arcyksiążę Józef Ferdynand Salwator
  - szef sztabu – płk Josef von Paić
- XV Korpus (Sarajewo)
  - komendant – gen. piechoty Michael von Appel
  - szef sztabu – płk Mihalj Mihaljević
- XVI Korpus (Raguza)
  - komendant – gen. broni Wenzel Wurm
  - szef sztabu – płk Paul von Loefen

Po rozpoczęciu wojny, 20 sierpnia 1914 utworzono dodatkowy:
- XVII Korpus
  - komendant – gen. kawalerii Karl Huyn
  - szef sztabu – płk Theodor von Lerch
- Grupa Armijna Kummera

## Kawaleria
Kawaleria Austro-Węgier poza szwadronami rozpoznawczymi przydzielonymi dywizjom piechoty tworzyła 11 dywizji (w tym 2 dywizje Honvedu). W skład każdej dywizji kawalerii wchodziły dwie brygady jazdy po dwa pułki (1 pułk = 6 szwadronów), 1 lub 2 oddziały karabinów maszynowych (po 4 sztuki w oddziale), dywizjon artylerii konnej (3 baterie po 4 armaty 76,5 mm), oddział łączności, kolumny amunicyjne i zaopatrzeniowe, oddział sanitarny, kolumna mostowa i tabory.
Stan bojowy dywizji wynosił 24 szwadrony (około 3600 jeźdźców), 4 – 8 karabinów maszynowych i 12 dział. Nie wszystkie pułki kawalerii wchodziły w skład dywizji kawalerii.
W sierpniu 1914 zmobilizowano łącznie 15 pułków dragonów (=90 szwadronów), 16 pułków huzarów (=96 szwadronów), 11 pułków ułanów (=66 szwadronów), 6 pułków strzelców konnych (= 36 szwadronów), 1 tyrolski dywizjon strzelców konnych (= 3 szwadrony), 1 dalmatyński dywizjon strzelców konnych (= 2 szwadrony), 10 pułków huzarów Honved (=60 szwadronów), 10 dywizjonów huzarów pospolitego ruszenia i 22 oddziały karabinów maszynowych – razem 383 szwadrony i 22 oddziały karabinów maszynowych.
Kawaleria austro-węgierska nie tworzyła samodzielnych korpusów, była szkolona dość tradycyjnie, głównie do walk konnych, szarż i ataków, które wobec wzrostu siły ogniowej piechoty i artylerii narażały ją na wysokie straty.

## Artyleria
Artyleria austro-węgierska była w większości rozdzielona pomiędzy dywizje piechoty i kawalerii oraz poszczególne korpusy. Dowództwa armii i naczelne dowództwo posiadały skromny tylko odwód artylerii ciężkiej dla wzmocnienia działań wojsk na wybranych kierunkach. Były to najcięższe moździerze 305 mm i 240 mm oraz pewna liczba 150 mm haubic i 120 mm armat, określanych jako artyleria forteczna i oblężnicza.
W sierpniu 1914 Austro-Węgry zmobilizowały następujące jednostki artylerii:
- 299 baterii armat (1734 działa)
- 70 baterii haubic polowych (430 dział)
- 52 baterie armat górskich (208 dział)
- 22 baterie haubic górskich (88 dział)
- 28 baterii ciężkich haubic (112 dział)
- 12 baterii improwizowanych (48 dział)

Razem stanowiło to 2620 dział w 483 bateriach.
Artyleria forteczna (tylko baterie ruchome):
- 12 baterii 305 mm moździerzy (24 działa)
- 12 baterii 240 mm moździerzy (48 dział)
- 32 baterie 150 mm haubic (128 dział)
- 20 baterii 120 mm armat (80 dział)

Razem stanowiło to 280 dział w 76 bateriach.
Sumarycznie więc armia Austro-Węgier posiadała 2900 dział w 559 bateriach.
Zapasy amunicji do dział nie były zbyt wielkie, dopiero w czasie wojny udało się uruchomić stosunkowo wysoką produkcję pocisków artyleryjskich.
Wyposażenie wojsk austro-węgierskich w broń maszynową nie odbiegało od przydziału karabinów maszynowych na bataliony piechoty i pułki kawalerii w innych armiach tego czasu. Jak już wspomniano powyżej, w jednostkach liniowych Honwedów i Landwehry na każdy batalion piechoty przypadał na ogół jeden oddział złożony z 2 ckm Schwarzlose, a na brygadę kawalerii jeden oddział z 4 kaemami. W sierpniu 1914 w jednostkach polowych i w twierdzach znajdowały się łącznie 1582 karabiny maszynowe. Zarówno broń maszynowa, jak i zwykła broń strzelecka były na dobrym poziomie.
Artyleria forteczna poza bardzo dobrymi moździerzami 305 mm była na ogół przestarzała. Baterie artylerii, podobnie jak i kolumny zaopatrzenia, posługiwały się przeważnie trakcją konną. Tylko ciężkie 305 mm moździerze były ciągnione przez traktory.

## Transport
Podstawowym środkiem przerzutu wojsk na większe odległości była kolej. Monarchia rozbudowała poważnie sieć linii kolejowych, dzięki czemu mogła szybko przerzucać wojska na wybrane odcinki frontu, jak również utworzyła specjalne formacje wojsk kolejowych. Istniał jeden pułk i 28 kompanii takich wojsk oraz szereg specjalistycznych oddziałów.
W terenie armia korzystała głównie z taborowego transportu konnego. Od 1880 w armii austro-węgierskiej istniało 3 pułki taborowe, po 5 dywizjonów każdy. W 1910 pułki zostały rozwiązane, a 16 zreorganizowanych dywizjonów przydzielono po jednym do każdego korpusu. Dywizjony liczyły od 4 do 11 szwadronów. Dywizjony nr 14, 15 i 16 przystosowane były do transportu wysokogórskiego.
Naczelne władze wojskowe czyniły starania o zwiększenie motoryzacji armii przez wyposażenie jej w kolumny transportowe. W sierpniu 1914 wystawiono 58 kolumn samochodów transportowych. Liczyły one około 1000 samochodów ciężarowych i przydzielono je przeważnie dowództwom korpusów. Ponadto zarekwirowano około 2500 prywatnych samochodów, z których około 1000 przydzielono do dyspozycji wyższych dowództw, a resztę do kolumn zaopatrzenia.
W 1909 porucznik Gunther Bustryn zaprojektował pojazd gąsienicowo-kołowy z obrotową wieżą uzbrojoną w działo i karabin maszynowy (prototyp czołgu), jednak z przyczyn finansowych nie skorzystano z wynalazku.

## Wojska techniczne
Wojska saperskie i mostowe nie były zbytnio rozbudowane. W sierpniu 1914 zmobilizowano 14 batalionów saperów z 79 kompaniami, 29 etapowych batalionów saperów pospolitego ruszenia, 9 batalionów pionierów z 43 kompaniami, 1 batalion i 122 kompanie mostowe.

## Łączność
Wojska łączności, poza jednostkami łączności wchodzącymi w skład dywizji piechoty i kawalerii oraz korpusów, składały się z batalionów telegraficznych na szczeblu armii i naczelnego dowództwa oraz batalionów specjalnych. Łączność radiowa była dopiero w początkowym stadium rozwoju, całe siły zbrojne dysponowały jedenastoma radiostacjami.

## Lotnictwo
Już na początku XX wieku Austro-Węgry tworzyły wojska lotnicze, a od 1909 zaczęto przeznaczać na ten cel fundusze.
W 1914 istniał jeden oddział sterowców wraz z obsługą techniczną, 15 kompanii lotniczych oraz jedna kompania i 12 oddziałów balonów.
Kompanie lotnicze liczyły po 106 ludzi każda i dysponowały łącznie 84 samolotami, służącymi do celów rozpoznawczych, i 35 samolotami szkolnymi. Miały one zasięg 150 km i szybkość 90–100 km/godz.
Prowadzono studia nad użyciem sterowców i samolotów do bombardowania zaplecza wojsk przeciwnika. W praktyce eskadrami samolotów dysponowały dowództwa armii i naczelne dowództwo.

## Twierdze
Austro-Węgry miały na swym terytorium pewną liczbę twierdz i stałych umocnień, które rozbudowywały w latach poprzedzających wybuch wojny.
Na przyszłym froncie północnym najsilniejszymi twierdzami były: Twierdza Kraków i Twierdza Przemyśl, a ponadto Rejon Umocniony Lwów. Istniały też ufortyfikowane przyczółki ze stałymi załogami: Jarosław, Sieniawa, Mikołajów, Halicz i Niżniów.
Na południu stałą obsadę wojskową miały twierdze i umocnienia: Pula, Kotor, Petrovaradin, Sarajewo, Mostar, Trebinje, Bileća, Kalinovik, Grad, Fort Sveti Nikole i Kastel Stolac. Obsadzone wojskami były również umocnienia na pograniczu włoskim w Tyrolu i w Karyntii.

## Flota
W 1913 budżet marynarki sięgał kwoty 175 mln koron, a to stawiało Austro-Węgry na ósmym miejscu w świecie po Wielkiej Brytanii, Niemczech, USA, Francji, Rosji, Japonii i Italii.
W chwili wybuchu wojny światowej w skład floty Austro-Węgier wchodziło 12 okrętów liniowych (3 po 20 300 t, 3 po 14 500 t, 3 po 10 600 t i 3 po 8 300 t), 14 różnego wieku krążowników o tonażu od 1530 do 7300 t, 20 kontrtorpedowców, co najmniej 55 torpedowców, 6 okrętów podwodnych, 12 zarekwirowanych cywilnych transportowców i pewna liczba okrętów specjalnych.
Ogólny tonaż okrętów wojennych Austro-Węgier wynosił 218 200 ton, zmobilizowana marynarka liczyła 38 609 ludzi, w tym 1974 oficerów i 3328 żołnierzy pospolitego ruszenia marynarki (Seewehr). Z jednostek tych utworzono dwie eskadry okrętów liniowych po dwa dywizjony w eskadrze i flotyllę krążowników, w skład której wszedł jeden dywizjon krążowników i dwie flotylle torpedowców. Te trzy ugrupowania uderzeniowe dysponowały flotą transportową i zaopatrzeniową złożoną z 18 jednostek.
Ponadto istniało dowództwo obrony wybrzeża dysponujące dwoma dywizjonami krążowników, 30 kontrtorpedowcami i torpedowcami oraz szeregiem jednostek pomocniczych. Komendantem floty był admirał Anton Haus.
Pomimo stosunkowo skromnych w porównaniu z innymi mocarstwami środków we flocie austro-węgierskiej panowała doktryna ofensywna, jednak zagrożenie ze strony Włoch i Bałkanów powodowało konieczność obrony długiej linii wybrzeża adriatyckiego. Starano się więc maksymalnie zabezpieczyć posiadane bazy morskie przed nagłym atakiem i rozbudować umocnienia nadbrzeżne. Główna baza floty wojennej Austro-Węgier mieściła się w Pula na półwyspie Istria. W południowej części Dalmacji silną bazę stanowił Kotor, ponadto punkty oparcia dla floty istniały w Dubrowniku, Zadarze, Szybeniku, Splicie i Rijece.
W Rijece i Trieście, znajdowały się stocznie budujące okręty wojenne, w których w chwili wybuchu wojny budowano 4 wielkie okręty liniowe, 3 krążowniki, 6 kontrtorpedowców i 1 okręt podwodny.

## Skład narodowościowy armii
Ważny problem dla armii austro-węgierskiej stanowił jej skład narodowościowy. Statystycznie na 1000 żołnierzy c. i k. przypadało 267 Austriaków, 223 Węgrów, 135 Czechów, 85 Polaków, 81 Rusinów, 67 Chorwatów i Serbów, 64 Rumunów, 38 Słowaków, 26 Słoweńców i 14 Włochów.
W wyliczeniu tym nie uwzględniono Żydów, których liczba w obu członach monarchii była znaczna, a którzy byli odnotowywani zależnie od deklarowanego języka jako Austriacy, Polacy, Czesi itd. Było to spowodowane tym, że Austria nie uznawała faktu istnienia narodowości żydowskiej, a język jidisz traktowała jako dialekt języka niemieckiego.
Pomimo mozaiki narodowościowej armia monarchii zachowała stosunkowo dużą spoistość i poczucie wspólnoty, pomimo że w korpusie oficerskim duży odsetek kadry dowódczej stanowili Austriacy, dla których język niemiecki był językiem ojczystym.
Dla zachowania spoistości armii dowództwo starało się unikać zadrażnień narodowościowych, lansując ideę ponadnarodowego charakteru monarchii i jej armii.

### Rozwiązywanie problemów językowych
W armii występował problem języka komendy. Język niemiecki, poza niewielkim zakresem najpotrzebniejszych słów, znany był lepiej tylko 25% żołnierzy. Oczywiście ogromnie utrudniało to dowodzenie oddziałami. Starano się więc zachowywać możliwie jednolity narodowo skład formacji, zwłaszcza do szczebla pułków, które były rekrutowane według zasady terytorialnej, by o ile możności skupiać ludzi tej samej narodowości. Każdy pułk posiadał na stałe przypisany okręg uzupełnień.
Językiem służbowym był zawsze niemiecki, oprócz tego węgierski w formacjach Honvedu oraz serbsko-chorwacki w VI dystrykcie Honvedów.
Oprócz tego istniał termin „język pułkowy”. Był to język, w którym prowadzono szkolenie żołnierzy, i który musieli znać przynajmniej częściowo oficerowie i podoficerowie. Językiem pułkowym mógł zostać język, którym mówiło co najmniej 20% żołnierzy, musiał to być jeden z 10 oficjalnych języków monarchii. W roku 1910 132 jednostki były jednojęzyczne, 144 dwujęzyczne, a 19 trójjęzycznych.
W armii Habsburgów posługiwano się także językiem polskim. Język ten był wykładany, jako jeden z języków dodatkowych, w Terezjańskiej Akademii Wojskowej w Wiener Neustadt, gdzie został wprowadzony po interwencji Józefa Popowskiego – członka wiedeńskiego Koła Polskiego i referenta spraw wojskowych w Parlamencie.

## Plany wojenne
W końcu lipca 1914 Sztab Generalny Austro-Węgier pod dowództwem Franza Conrada von Hötzendorfa w związku z nieuchronnością wojny przystąpił do realizacji wcześniejszych planów wojennych. Przygotowano dwa warianty planu: „B” (Balkan) zakładający pokonanie Serbii przy neutralności Rosji, i „R” (Russland) zakładający wystąpienie Rosji w obronie Serbii. W obydwu wersjach przewidywano utworzenie 6 armii ogólnowojskowych, oraz załóg fortecznych. Według panu „B” przeciw Serbii miały wystąpić 3 słabsze armie złożone z 7 korpusów, a 3 silniejsze armie z 9 korpusami zabezpieczały granicę z Rosją. Według planu „R” przeciw Rosji miały wystąpić 4 armie, złożone z 13 korpusów, a przeciw Serbii 2 armie.
W związku z tym utworzono dwa fronty. Dowództwo frontu bałkańskiego (południowego) powierzono gen. broni Oskarowi Potiorkowi. Podlegały mu: 5 Armia, 6 Armia i Banacki Rejon Umocniony. Chwilowo oddano mu również część 2 Armii. Front galicyjski (północny) powierzono gen. Franzowi Conradowi von Hötzendorf. Podlegały mu: 1 Armia, 3 Armia, 4 Armia, część 2 Armii w postaci Samodzielnej Grupy Operacyjnej Kövessa, Grupa Armijna Kummera, Twierdza Kraków, Twierdza Przemyśl, Rejon Umocniony Lwów oraz 5 przyczółków mostowych (Jarosław, Sieniawa, Mikołajów, Halicz, Niżniów).